# オンガン語族
オンガン語族（オンガンごぞく、Ongan）または南アンダマン語族、ジャラワ・オンゲ語族（Jarawa-Onge）はオンゲ語とジャラワ語からなる小さな語族である。アンダマン諸島でネグリトのオンガン系アンダマン人によって話される。現存語は以下の通り
- オンゲ語; 話者は96人のオンゲ族（1997）。ほとんどがモノリンガルである。
- ジャラワ語; 推定話者数200人のジャラワ族。モノリンガル。
- ジャンギル語; 1895-1920年の間に消滅し、理解できていないが、ジャラワ語と顕著なつながりがあったとされる。

## 分類
アンダマン諸語は大アンダマン語族とオンガン語族、そして未研究のセンチネル語からなる。大アンダマン語族とオンガン語族の類似性は主に言語類型的、形態的
な性質であり、共通の語彙はほとんどない。ジョセフ・グリーンバーグのような大語族主義の言語学者も、アンダマン諸語を有効な語族として認めていない。それ以来、オンガン語族（大アンダマン語族はふくまない）は、オーストロネシア祖語と遠縁なのではないかと提唱されてきた。(Blevins 2007)
| オンガン祖語 | *p   | *b | *t   | *d   | *kʷ   | *k   | *ɡ   | *j | *w | *c   | *ɟ | *m | *n | *ɲ | *ŋ | *l   | *r       |
| ジャラワ語   | p, b | b  | t    | d    | hʷ, h | h    | ɡ, j | j  | w  | c    | ɟ  | m  | n  | ɲ  | ŋ  | l    | r        |
| オンゲ語     | b    | b  | t, d | d, r | kʷ, h | k, ɡ | ɡ, Ø | j  | w  | c, ɟ | ɟ  | m  | n  | ɲ  | ŋ  | l, j | r/j/l, Ø |

| オンガン祖語 | *i | *u | *a | *e      | *o | (*ə) |
| ジャラワ語   | i  | u  | a  | e, ə, o | o  | (ə)  |
| オンゲ語     | i  | u  | a  | e, ə, o | o  | (ə)  |

## 文法
オンガン語族は膠着語であり、豊富な接頭辞と接尾辞システムをもつ。主に身体部分に基づいた名詞クラスのシステムを持ち、すべての名詞と形容詞は身体部分の関連する接頭辞をとる。 

## 隣接する言語
- 大アンダマン語族 - 大アンダマン人の言語。オンガン語族とは系統が異なる。
- センチネル語 - センチネル人の言語。未接触部族のため言語は未知。

## 文献
- Blevins, Juliette (2007), “A Long Lost Sister of Proto-Austronesian? Proto-Ongan, Mother of Jarawa and Onge of the Andaman Islands”, Oceanic Linguistics 46 (1):  154–198, doi:10.1353/ol.2007.0015 (available here)
- Das Gupta, D. and S. R. Sharma.  A Handbook of the Önge Language. Anthropological Survey of India: Calcutta 1982.
- E. H. Man, Dictionary of the South Andaman Language, British India Press: Bombay 1923.
- Senkuttuvan, R. 2000. The Language of the Jarawa: Phonology. Calcutta: Anthropological Survey of India, Government of India, Ministry of Culture, Youth Affairs, and Sports, Dept. of Culture.
- Sreenathan, M. 2001. Jarwa - Language and Culture. Anthropological Survey of India, Ministry of Culture, Government of India, Kolkata